# Земская почта Ржевского уезда
Зе́мская по́чта Рже́вского уе́зда — земская почта, организованная земской управой Ржевского уезда Тверской губернии. Земская почта Ржевского уезда существовала с 19 февраля 1867 года. В уезде выпускались собственные земские почтовые марки и земские штемпельные конверты.

## История почты
Ржевская уездная земская почта была открыта 19 февраля 1867 года. В её задачи входила доставка служебной и частной корреспонденции. Почтовые отправления корреспонденция отправлялись из уездного центра (города Ржева) по Осташковскому тракту в волостные правления. За доставку частной корреспонденции была установлена плата земскими почтовыми марками.
В 1896 году земская почта работала только в пяти волостях Ржевского уезда, поскольку в остальных волостях уже функционировали почтовые отделения государственной почты.

## Выпуски марок

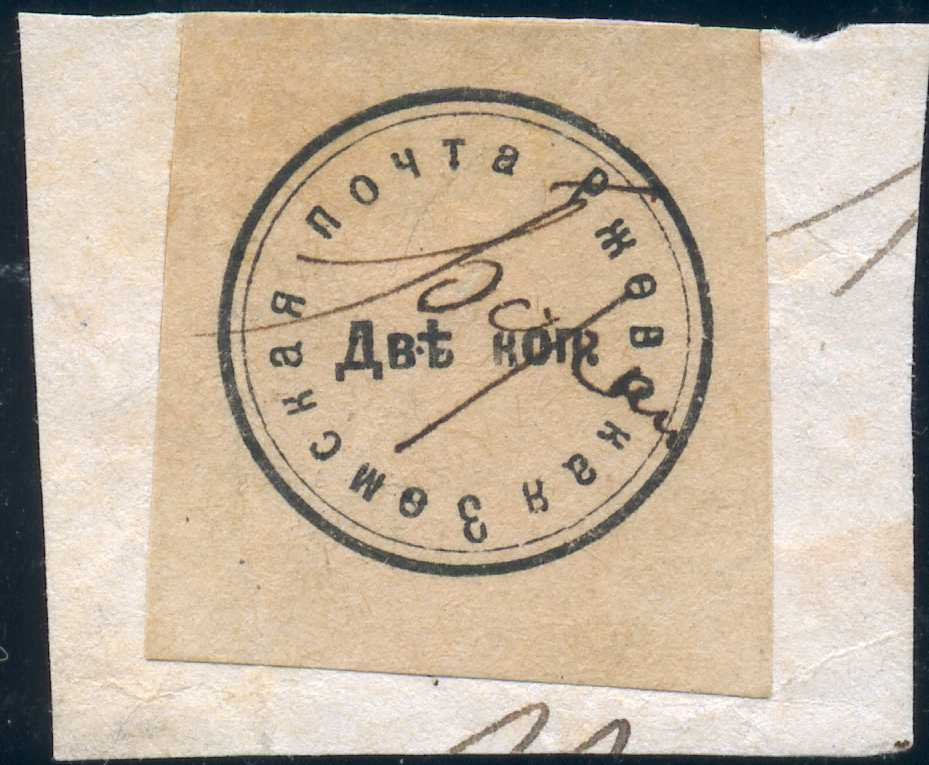
Марка 1883 г. круглой формы на вырезке

Первые ржевские земские марки были выпущены в 1867 году и имели круглую форму. Круглой была и форма марок, эмитированных в 1887 году.
На большинстве марок земской почты Ржевского уезда был изображён герб Тверской губернии и герб Ржевского уезда.

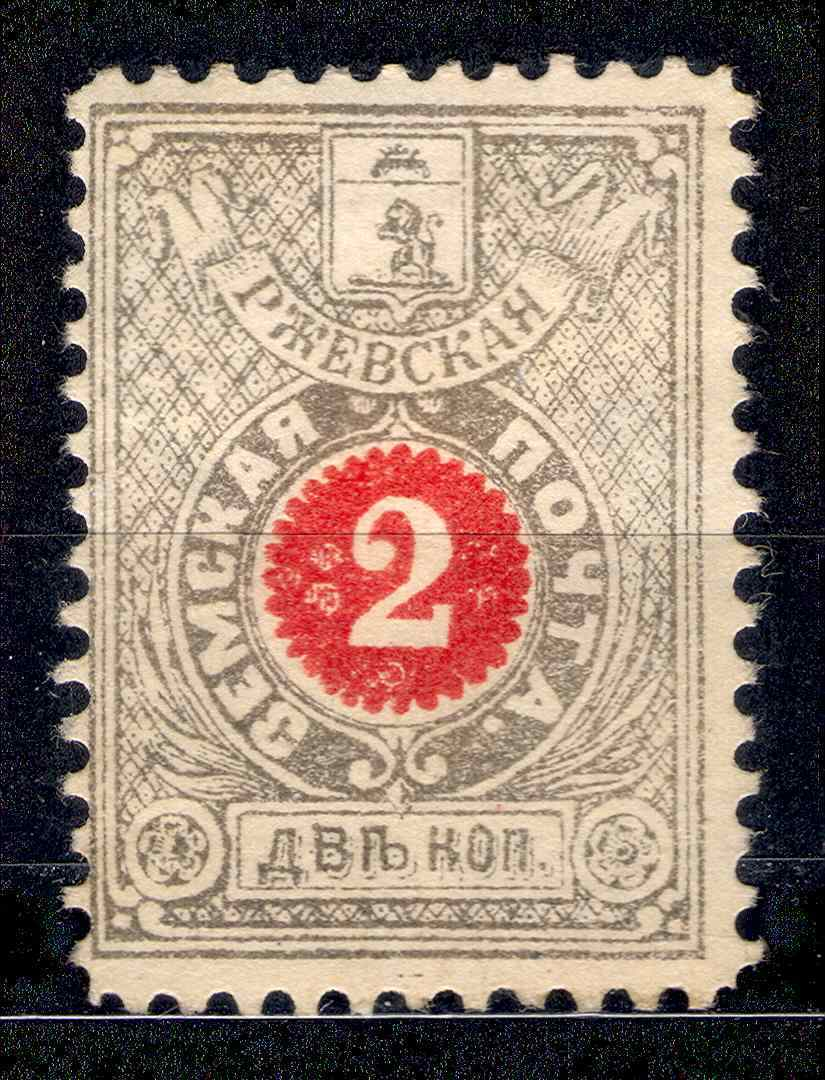
Марка 1891 г.

Последние земские марки Ржевского уезда были выпущены в 1896 году.

## Штемпельные конверты

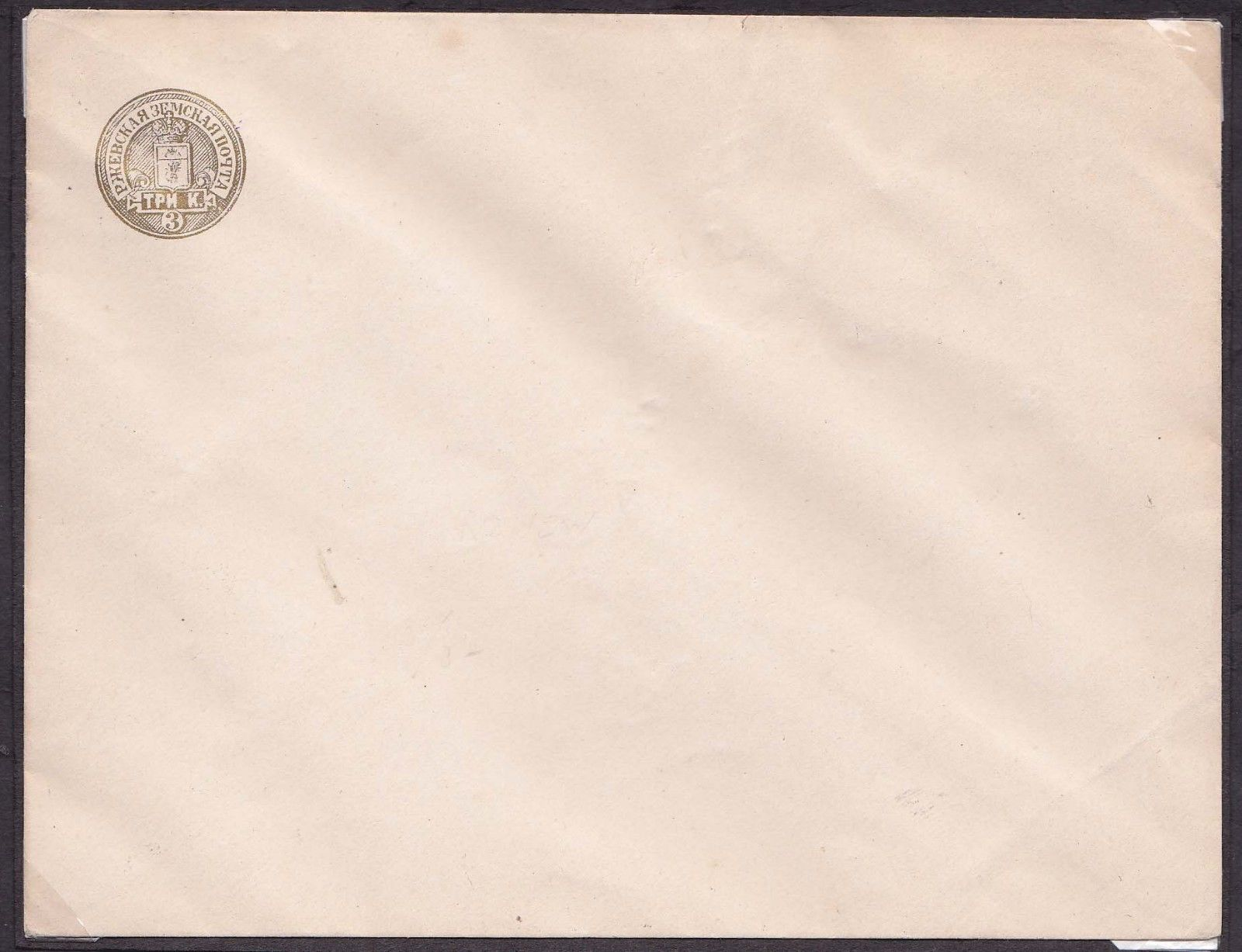
Штемпельный конверт Ржевской земской почты 1891 г.

В 1888 году и в 1891 году ржевская уездная земская почта издала земские штемпельные конверты номиналом 3 копейки. В левом верхнем углу конвертов стоял оттиск знака почтовой оплаты номиналом 3 копейки. В 1888 году всего была напечатана одна тысяча конвертов, из которых были использованы 875 штук.
К. К. Шмидт насчитал 7 различных видов штемпельных конвертов выпуска 1888 года и 13 видов штемпельных конвертов выпуска 1891 года.

## Гашение марок
Марки гасились чернилами путём надписывания даты приёма корреспонденции и овальными штемпелями.